# Dome Tower
Dome Tower  è uno dei due grattacieli gemelli del complesso commerciale di Calgary, Alberta, Canada.

## Caratteristiche
La torre,  alta 141 metri e con 35 piani  è stata progettata in stile moderno. La base della struttura, cosi come nella torre gemella (la Home Oil Tower) è di pianta quadrata e richiama allo stile internazionale.